# Didelphis pernigra
O gambá-de-orelha-branca-dos-andes (vernáculo artificial derivado das línguas espanhola e inglesa) (Didelphis pernigra) é uma espécie de gambá nativo de florestas dos Andes.